# 儿童福祉法
《儿童福祉法》（日语：／ Jidō Fukushi-hō）是日本法律，规定了有关负责儿童社会福利的公共机构、各种设施及事业组织的基本原则。这是日本福祉六法之一。其法令编号是昭和22年法律第164号，于1947年12月12日颁布。
随着《儿童福祉法》的施行，原本现行的儿童福祉相关法律《防止虐待儿童法》（昭和8年法律第40号）和《少年保护法》（昭和8年法律第55号）同步宣布废止；上述两部法律的立法宗旨已被《儿童福祉法》包含。

## 法律目录
1. 第一章：总则
2. 第二章：福利保障
3. 第三章：事业与设施
4. 第四章：费用
5. 第五章：国民健康保险团体联合会的儿童福利法相关业务
6. 第六章：审查请求
7. 第七章：杂项
8. 第八章：罚则

## 关联项目
- 肢体运动不便者（日语：肢体不自由者）：《儿童福祉法》要求设立专门的残障儿童医疗康复型设施以帮助肢体行动不便者（也包含重度身心障碍儿童（日语：重症心身障害児））并开设特别支援学校（日语：特別支援学校）以供行动障碍（日语：運動障害）的未成年人接受教育。

- 病弱儿童（日语：病弱児）：根据《儿童福祉法》指定的医疗机构，需要开设针对病弱儿童的特别支援学校。同时在特别支援学校里，也要为病弱儿童提供医疗康复型设施。

- 精神疾患者：与《障碍人士日常生活和社会生活综合支援法（日语：障害者の日常生活及び社会生活を総合的に支援するための法律）》定义的内容相似。